# Козирев Андрій Володимирович
Андрій Володимирович Козирев (27 березня 1951, Брюссель, Бельгія) — російський державний і політичний діяч, дипломат, Міністр закордонних справ Росії (1990—1996).

## Життєпис
Народився 27 березня 1951 року в місті Брюссель, Бельгія. У 1974 закінчив Московський державний інститут міжнародних відносин, факультет міжнародних відносин. Кандидат історичних наук (1977).
З 1974 по 1979 — референт, старший референт Управління міжнародних організацій МЗС СРСР.
З 1979 по 1980 — аташе Управління міжнародних організацій МЗС СРСР.
З 1980 по 1986 — 3-й, 2-й, 1-й секретар Управління міжнародних організацій МЗС СРСР.
З 1986 по 1988 — радник, керівник відділу Управління міжнародних організацій МЗС СРСР.
З 1988 по 1989 — заступник начальника Управління міжнародних організацій МЗС СРСР.
З 1989 по 1990 — начальник Управління міжнародних організацій МЗС СРСР. В складі радянської делегації брав участь в роботі Генеральної асамблеї ООН.
З 1990 по 1996 — Міністр закордонних справ Росії.
З 1993 — член Совєта Бєзопасності Росії.
З 1993 по 2000 — депутат Державної Думи Федерального Зібрання Російської Федерації I і II скликань.
З 1998 — член ради директорів американської корпорації «ICN Рһarmaceuticals».
З 2000 — віце-президент міжнародної фармацевтичної корпорації ICN — генеральний директор корпорації по Східній Європі.
З 2007 — голова ради директорів АКБ «Інвестторгбанк».
Член президії Російського єврейського конгресу.
В 2012 році емігрував до США, мешкає в Маямі.

## Автор праць
- Козырев А. В. «Нет! — торговле смертью», 100 с. 16 см. М. Междунар. отношения, 1981.
- Козырев А. В. «Огнестрельный бизнес: (Торговля империалист. стран оружием)», 64 с. 20 см, М. Знание, 1985.
- Козырев А. В. «Торговля оружием: новый уровень опасности», : [Пер. с рус.], 197 с., М. Прогресс, 1985.
- Козырев А. В. «Мы и мир в зеркале ООН», 173 с., М. Междунар. отношения, 1991.
- Козырев А. В. «Организация Объединенных Наций: структура и деятельность», 52 с; АПН, НИИ теории и истории педагогики, Ассоц. содействия ООН в СССР, 1991.
- Козырев А. В. «Преображение» // М.: Международные отношения, 333 с., 1995.